# Modeszta
A Modeszta a Modesztusz férfinév női párja.

## Rokon nevek
- Modesztina:[1] a Modeszta továbbképzése.

## Gyakorisága
Az 1990-es években szórványos név, a 2000-es években nem szerepel a 100 leggyakoribb női név között.

## Névnapok
- február 5.[2]
- november 4.[2]

## Híres Modeszták
fiktív Modeszták
- Modeste Mignon de La Bastie, Honoré de Balzac Modeste Mignon című regényének (1844) főhőse